# Арседен, Томас, барон Арседен
Томас Арседен (англ. Thomas Arcedekne; умер в 1331) — английский рыцарь, барон Арседен с 1321 года. Родился в семье Отеса Арседена и Амис, владел землями в Корнуолле с центром в замке Руан Ланихорн. В 1312 году стал губернатором замка Тинтагель, в 1313—1314 годах занимал должность шерифа Корнуолла. В 1321 году король Эдуард II вызвал Томаса в парламент как лорда, и это считается началом истории баронии Арседен. Потомков Томаса в парламент не вызывали, так что он считается единственным бароном из этой семьи.
Томас был женат на Элис де ла Рош, дочери Томаса де ла Роша, и на Мод, происхождение которой неизвестно. Его сыном был сэр Джон (около 1306—1377).